# Lessico etimologico italiano
Il Lessico etimologico italiano (LEI) è un dizionario etimologico della lingua italiana e dei suoi dialetti, edito dal 1979 dalla Akademie der Wissenschaften und der Literatur a Magonza. L'apposita commissione si pone il compito di "collocare il lessico italoromanzo in un contesto romanzo complessivo". Così ogni parola viene studiata partendo dalle sue radici linguistiche e storiche, tenendo conto del contesto linguistico geografico e socioculturale della sua evoluzione. Oltre all'italiano letterario, viene tenuto conto anche del lessico dialettale.
Il progetto del LEI, diretto da Elton Prifti e Wolfgang Schweickard, è stato fondato nel 1968 da Max Pfister (1932-2017), allievo di Walter Von Wartburg, noto linguista autore dell'opera gemella per la lingua francese, il FEW. Un altro precedente e un altro classico della linguistica storica romanza del Novecento è il REW, redatto da Wilhelm Meyer-Lübke. 
Nei suoi sette centri, distribuiti attualmente in Germania e in Italia, operano numerosi collaboratori. Il Centro viennese del LEI fu inaugurato nel luglio 2019 dal Presidente Sergio Mattarella.
Sin dal 1979 il LEI è pubblicato dalla casa editrice Dr. Ludwig Reichert Verlag (Wiesbaden). Fino ad ora sono stati pubblicati 21 volumi completi e svariati fascicoli, arrivando a coprire, nel settore dei Latinismi, la lettera A (volumi I-III), la lettera B (vol. IV-VIII), la maggior parte della lettera "C" (vol. IX-XVII); 13 fascicoli della lettera "D" (voll. XIX-XX), 12 fascicoli della lettera "E" (voll. XXI-XXII), il primo tomo del settore dei Germanismi e il primo di quello degli Orientalia. Sono concluse, ma non ancora pubblicate parti delle lettere G, I, L, M, N e T. Il completamento dell'opera è previsto per l'anno 2033.
Nel 2017 iniziò un processo di ristrutturazione, profonda modernizzazione e di digitalizzazione. Il LEI è integralmente consultabile in rete (https://lei-digitale.it). Il Supplemento bibliografico del LEI (SuBiLEI) è altrettanto online.

## L'opera
Il LEI, come la stragrande maggioranza delle opere lessicografiche, presenta le voci in ordine alfabetico. L'obiettivo di ciascuna voce è quello di presentare la storia del lemma focalizzandosi sul passaggio verso l'italiano o i suoi dialetti a partire dalla lingua di provenienza, che molto spesso è il latino. Nel consultare l'opera è necessario tenere a mente che il lemma ovvero l'entrata lessicografica è l'etimo, di conseguenza è necessario conoscere in partenza l'origine della parola la cui storia è l'interesse della ricerca. 
La redazione di una voce comporta un lavoro impegnativo dato che per ogni etimologia si procede allo spoglio e al riesame di tutta la tradizione lessicografica precedente, con particolari riferimenti al GRADIT, al GDLI, al TLIO e ai corpora dell'Opera del Vocabolario Italiano, così come a molteplici opere lessicografiche relative a varietà italoromanze e oltre. 

### Confini geografici e temporali
Il LEI, come tutte le opere lessicografiche, si pone dei limiti operativi ovvero dei confini (sia geografici che temporali) per quanto riguarda le parole che possono essere incluse nel lemmario. 
Dal punto di vista geografico il Lessico Etimologico Italiano comprende l'italiano e i suoi dialetti con l'eccezione del sardo e del friulano. Sono inoltre compresi alcuni dialetti provenienti da fuori i confini nazionali, quali il dialetto di Monaco (integrato nel ligure occidentale), i dialetti della Corsica, della Svizzera italiana e di altri territori italofoni. 
Per quanto riguarda i limiti cronologici, il LEI include le parole italiane a partire dai primi documenti redatti in questa lingua, ovvero l'iscrizione di Commodilla del IX secolo e i placiti campani del 960, fino ad oggi. 

### Struttura di una voce
Dato che il LEI si configura come un'opera linguistica in formato di vocabolario, le voci possono raggiungere dimensioni notevoli. La voce CAPUS/CAPUT, ad esempio, contiene 170 pagine a stampa.
La macrostruttura di ogni articolo del LEI consiste in quattro parti: l'etimo, la documentazione ordinata con sommario, il commento e la bibliografia. 
1. Per prima cosa viene introdotto l'etimo. Segue la marca grammaticale e il significato proprio della parola.
2. Segue la parte principale dell'articolo, la documentazione ordinata, in cui vengono raccolti i possibili utilizzi della voce, dividendoli in tre gruppi: I. forme di trafila ereditaria, II. forme dotte e semidotte, III. prestiti e calchi da lingue straniere. Per facilitare la consultazione delle voci più lunghe, questa parte viene corredata di un sommario.
3. Nella parte del commento linguistico si delinea brevemente la storia dell'etimo anche in altre lingue romanze, si discutono questioni etimologiche e si spiega la struttura dell'articolo.
4. L'articolo si chiude con la bibliografia e con l'indicazione degli autori.

## Elenco dei volumi pubblicati
Settore LATINISMI
Lettera A
- 1979. — Vol. 1. Lfg. 01. — 96 p.
- 1980. — Vol. 1. Lfg. 02. — 96 p.
- 1981. — Vol. 1. Lfg. 03. — 96 p.
- 1982. — Vol. 1. Lfg. 04. — 96 p.
- 1982. — Vol. 1. Lfg. 05. — 96 p.
- 1982. — Vol. 1. Lfg. 06. — 96 p.
- 1983. — Vol. 1. Lfg. 07. — 96 p.
- 1984. — Vol. 1. Lfg. 08. — 96 p.
- 1984. — Vol. 1. Ab—alburnus. — 780 p. — ISBN 3-88226-179-X

- 1984. — Vol. 2. Lfg. 09. — 96 p.
- 1984. — Vol. 2. Lfg. 10. — 96 p.
- 1985. — Vol. 2. Lfg. 11. — 96 p.
- 1985. — Vol. 2. Lfg. 12. — 96 p.
- 1986. — Vol. 2. Lfg. 13. — 96 p.
- 1986. — Vol. 2. Lfg. 14. — 96 p.
- 1986. — Vol. 2. Lfg. 15. — 96 p.
- 1987. — Vol. 2. Lfg. 16. — 96 p.
- 1987. — Vol. 2. Lfg. 17. — 96 p.
- 1987. — Vol. 2. albus—apertura. — 880 p. — ISBN 3-88226-392-X

- 1987. — Vol. 3. Lfg. 18. — 96 p.
- 1987. — Vol. 3. Lfg. 19. — 96 p.
- 1987. — Vol. 3. Lfg. 20. — 96 p.
- 1988. — Vol. 3. Lfg. 21. — 96 p.
- 1988. — Vol. 3. Lfg. 22. — 96 p.
- 1988. — Vol. 3. Lfg. 23. — 96 p.
- 1988. — Vol. 3. Lfg. 24. — 96 p.
- 1989. — Vol. 3. Lfg. 25. — 96 p.
- 1989. — Vol. 3. Lfg. 26. — 96 p.
- 1989. — Vol. 3. Lfg. 27. — 96 p.
- 1989. — Vol. 3. Lfg. 28. — 96 p.
- 1990. — Vol. 3. Lfg. 29. — 96 p.
- 1990. — Vol. 3. Lfg. 30. — 96 p.
- 1990. — Vol. 3. Lfg. 31. — 96 p.
- 1991. — Vol. 3. Lfg. 32. — 96 p.
- 1991. — Vol. 3. Lfg. 33. — 96 p.
- 1991. — Vol. 3. Lfg. 34. — 96 p.
- 1991. — Vol. 3. Lfg. 35. — 96 p.
- 1992. — Vol. 3. Lfg. 36. — 96 p.
- 1992. — Vol. 3. pt. 1. apertus—asthma. — 876 p. — ISBN 3-88226-499-3
- 1992. — Vol. 3. pt. 2. aspergere—azumus. Indici. — 944 p. — ISBN 3-88226-500-0.

- 1992. — Vol. 4. Lfg. 37. — 96 p.
- 1993. — Vol. 4. Lfg. 38. — 96 p.
- 1993. — Vol. 4. Lfg. 39. — 96 p.
- 1993. — Vol. 4. Lfg. 40. — 96 p.
- 1993. — Vol. 4. Lfg. 41. — 96 p.
- 1994. — Vol. 4. Lfg. 42. — 96 p.
- 1994. — Vol. 4. Lfg. 43. — 96 p.
- 1994. — Vol. 4. Lfg. 44. — 96 p.
- 1994. — Vol. 4. Lfg. 45. — 96 p.
- 1995. — Vol. 4. Lfg. 46. — 96 p.

Lettera B
- 1994. — Vol. 4. ba—bassano. — 872 p. — ISBN 3-88226-811-5

- 1995. — Vol. 5. Lfg. 47. — 96 p.
- 1995. — Vol. 5. Lfg. 48. — 96 p.
- 1995. — Vol. 5. Lfg. 49. — 96 p.
- 1995. — Vol. 5. Lfg. 50. — 96 p.
- 1996. — Vol. 5. Lfg. 51. — 96 p.
- 1996. — Vol. 5. Lfg. 52. — 96 p.
- 1996. — Vol. 5. Lfg. 53. — 96 p.
- 1997. — Vol. 5. Lfg. 54. — 96 p.
- 1997. — Vol. 5. Lfg. 55. — 96 p.
- 1997. — Vol. 5. Lfg. 56. — 96 p.
- 1997. — Vol. 5. *bassiare—*birotulare. — 868 p. — ISBN 3-88226-847-6

- 1998. — Vol. 6. Lfg. 57. — 96 p.
- 1998. — Vol. 6. Lfg. 58. — 96 p.
- 1998. — Vol. 6. Lfg. 59. — 96 p.
- 1998. — Vol. 6. Lfg. 60. — 96 p.
- 1999. — Vol. 6. Lfg. 61. — 96 p.
- 1999. — Vol. 6. Lfg. 62. — 96 p.
- 1999. — Vol. 6. Lfg. 63. — 96 p.
- 1999. — Vol. 6. birrus—brac(c)hiolum. — 864 p. — ISBN 3-89500-028-0

- 2000. — Vol. 7. Lfg. 64. — 96 p.
- 2000. — Vol. 7. Lfg. 65. — 96 p.
- 2000. — Vol. 7. Lfg. 66. — 96 p.
- 2001. — Vol. 7. Lfg. 67. — 96 p.
- 2001. — Vol. 7. Lfg. 68. — 96 p.
- 2001. — Vol. 7. Lfg. 69. — 96 p.
- 2001. — Vol. 7. Lfg. 70. — 96 p.
- 2002. — Vol. 7. Lfg. 71. — 96 p.
- 2002. — Vol. 7. brac(c)hium—bulla. — 800 p. — ISBN 3-89500-149-X

- 2002. — Vol. 8. Lfg. 72. — 96 p.
- 2003. — Vol. 8. Lfg. 73. — 96 p.
- 2003. — Vol. 8. Lfg. 74. — 96 p.
- 2004. — Vol. 8. Lfg. 75. — 96 p.
- 2004. — Vol. 8. Lfg. 76. — 360 p.
- 2004. — Vol. 8. bullare—*bž-, indice. — 1072 p. — ISBN 3-89500-334-4

- 2004. — Vol. 9. Lfg. 77. — 96 p.
- 2004. — Vol. 9. Lfg. 78. — 96 p.
- 2004. — Vol. 9. Lfg. 79. — 96 p.
- 2005. — Vol. 9. Lfg. 80. — 96 p.
- 2005. — Vol. 9. Lfg. 81. — 96 p.
- 2005. — Vol. 9. Lfg. 82. — 96 p.
- 2005. — Vol. 9. Lfg. 83. — 96 p.
- 2006. — Vol. 9. Lfg. 84. — 96 p.
- 2006. — Vol. 9. Lfg. 85. — 124 p.

Lettera C
- 2006. — Vol. 9. C—cambiāre. — 900 p. — ISBN 3-89500-411-1

- 2006. — Vol. 10. Lfg. 86. — 96 p. — ISBN 3-89500-521-5
- 2007. — Vol. 10. Lfg. 87. — 96 p. — ISBN 978-3-89500-522-0
- 2007. — Vol. 10. Lfg. 88. — 96 p. — ISBN 978-3-89500-523-7
- 2007. — Vol. 10. Lfg. 89. — 96 p. — ISBN 978-3-89500-524-4
- 2007. — Vol. 10. Lfg. 90. — 96 p. — ISBN 978-3-89500-525-1
- 2008. — Vol. 10. Lfg. 91. — 96 p. — ISBN 978-3-89500-526-8
- 2008. — Vol. 10. Lfg. 92. — 96 p. — ISBN 978-3-89500-527-5
- 2008. — Vol. 10. Lfg. 93. — 96 p. — ISBN 978-3-89500-611-1
- 2008. — Vol. 10. Lfg. 94. — 96 p. — ISBN 978-3-89500-612-8
- 2008. — Vol. 10. cambiare—capitalis. — 876 p. — ISBN 978-3-89500-613-5

- 2009. — Vol. 11. Lfg. 95. — 96 p. — ISBN 978-3-89500-614-2
- 2009. — Vol. 11. Lfg. 96. — 96 p. — ISBN 978-3-89500-615-9
- 2009. — Vol. 11. Lfg. 97. — 96 p. — ISBN 978-3-89500-616-6
- 2009. — Vol. 11. Lfg. 98. — 96 p. — ISBN 978-3-89500-617-3
- 2009. — Vol. 11. Lfg. 99. — 96 p. — ISBN 978-3-89500-618-0
- 2009. — Vol. 11. Lfg. 100. — 96 p. — ISBN 978-3-89500-619-7
- 2010. — Vol. 11. Lfg. 101. — 96 p. — ISBN 978-3-89500-745-3
- 2010. — Vol. 11. Lfg. 102. — 104 p. — ISBN 978-3-89500-746-0
- 2011. — Vol. 11. capitaneus—*cardare. — 780 p. — ISBN 978-3-89500-747-7

- 2010. — Vol. 12. Lfg. 103. — 96 p. — ISBN 978-3-89500-770-5
- 2010. — Vol. 12. Lfg. 104. — 96 p. — ISBN 978-3-89500-773-6
- 2010. — Vol. 12. Lfg. 105. — 96 p. — ISBN 978-3-89500-799-6
- 2011. — Vol. 12. Lfg. 106. — 96 p. — ISBN 978-3-89500-832-0
- 2011. — Vol. 12. Lfg. 107. — 96 p. — ISBN 978-3-89500-833-7
- 2011. — Vol. 12. Lfg. 108. — 96 p. — ISBN 978-3-89500-867-2
- 2012. — Vol. 12. Lfg. 109. — 96 p. — ISBN 978-3-89500-878-8
- 2012. — Vol. 12. Lfg. 110. — 118 p. — ISBN 978-3-89500-879-5
- 2012. — Vol. 12. *cardeus—katl-. — 792 p. — ISBN 978-3-89500-882-5

- 2012. — Vol. 13. Lfg. 111. — 96 p. — ISBN 978-3-89500-900-6
- 2012. — Vol. 13. Lfg. 112. — 96 p. — ISBN 978-3-89500-901-3
- 2012. — Vol. 13. Lfg. 113. — 96 p. — ISBN 978-3-89500-933-4
- 2013. — Vol. 13. Lfg. 114. — 96 p. — ISBN 978-3-89500-973-0
- 2013. — Vol. 13. Lfg. 115. — 96 p. — ISBN 978-3-89500-992-1
- 2014. — Vol. 13. Lfg. 116. — 96 p. — ISBN 978-3-95490-029-9
- 2014. — Vol. 13. Lfg. 117. — 96 p. — ISBN 978-3-95490-061-9
- 2014. — Vol. 13. Lfg. 118. — 112 p. — ISBN 978-3-95490-079-4
- 2015. — Vol. 13. cat(t)ia—c(h)ordula. — 780 p. — ISBN 978-3-95490-082-4
- 2015. — Vol. 14. Lfg. 119. — 96 p. — ISBN 978-3-95490-096-1
- 2015. — Vol. 14. Lfg. 120. — 96 p. — ISBN 978-3-95490-157-9
- 2016. — Vol. 14. Lfg. 121. — 96 p. — ISBN 978-3-95490-168-5
- 2016. — Vol. 14. Lfg. 122. — 96 p. — ISBN 978-3-95490-180-7
- 2016. — Vol. 14. Lfg. 123. — 96 p. — ISBN 978-3-95490-220-0
- 2016. — Vol. 14. Lfg. 124. — 96 p. — ISBN 978-3-95490-223-1
- 2017. — Vol. 14. Lfg. 125. — 96 p. — ISBN 978-3-95490-239-2
- 2017. — Vol. 14. Lfg. 126. — 96 p. — ISBN 978-3-95490-285-9
- 2017. — Vol. 14. chorus—clepsydra — 768 p. — ISBN 978-3-95490-284-2
- 2017. — Vol. 15. Lfg. 127. — 96 p. — ISBN 978-3-95490-305-4
- 2018. — Vol. 15. Lfg. 128. — 96 p. — ISBN 978-3-95490-334-4
- 2018. — Vol. 15. Lfg. 129. — 96 p. — ISBN 978-3-95490-382-5
- 2018. — Vol. 15. Lfg. 130. — 96 p. — ISBN 978-3-95490-390-0
- 2019. — Vol. 15. Lfg. 131. — 96 p. — ISBN 978-3-95490-408-2
- 2019. — Vol. 15. Lfg. 132. — 96 p. — ISBN 978-3-95490-425-9
- 2019. — Vol. 15. Lfg. 133. — 96 p. — ISBN 978-3-95490-462-4
- 2020. — Vol. 15. Lfg. 134. — 116 p. — ISBN 978-3-95490-464-8
- 2020. — Vol. 15. *clērica—committere. — 792 p., ISBN 978-3-95490-480-8
- 2020. — Vol. 16. Lfg. 135. — 96 p. — ISBN 978-3-95490-515-7
- 2020. — Vol. 16. Lfg. 136. — 96 p. — ISBN 978-3-95490-516-4
- 2021. — Vol. 16. Lfg. 137. — 96 p. — ISBN 978-3-75200-577-6
- 2021. — Vol. 16. Lfg. 138. — 96 p. — ISBN 9783752005806
- 2021. — Vol. 16. Lfg. 139. — 96 p. — ISBN 9783752005844
- 2021. — Vol. 16. Lfg. 140. — 96 p. — ISBN 9783752006438
- 2021. — Vol. 16. Lfg. 141. — 96 p. — ISBN 9783752006445
- 2022. — Vol. 16. Lfg. 142. — 96 p. — ISBN 9783752006469
- 2022. — Vol. 16. commixtio—conformator. — 768 p., ISBN
- 2022. — Vol. 17. Lfg. 143 — 96 p. — ISBN 9783752006599
- 2023. — Vol. 17. Lfg. 144 — 96 p. — ISBN 9783752007824
- 2023. — Vol. 17. Lfg. 145 — 96 p. — ISBN 9783752007985
- 2024. — Vol. 17. Lfg. 146 — 96 p. — ISBN 9783752008142
- 2024. — Vol. 17. Lfg. 147 — 96 p. —

Lettera D
- 2007. — Lfg. D 1. — 96 p. — ISBN 978-3-89500-610-4
- 2009. — Lfg. D 2. — 96 p. — ISBN 978-3-89500-686-9
- 2010. — Lfg. D 3. — 96 p. — ISBN 978-3-89500-748-4
- 2011. — Lfg. D 4. — 96 p. — ISBN 978-3-89500-834-4
- 2011. — Lfg. D 5. — 96 p. — ISBN 978-3-89500-873-3
- 2012. — Lfg. D 6. — 96 p. — ISBN 978-3-89500-902-0
- 2013. — Lfg. D 7. — 96 p. — ISBN 978-3-89500-974-7
- 2014. — Lfg. D 8. — 112 p. — ISBN 978-3-95490-030-5
- 2016. — Vol. 19. da—detentor. — 740 p. — ISBN 978-3-95490-083-1
- 2014. — Lfg. D 9. — 96 p. — ISBN 978-3-95490-100-5
- 2016. — Lfg. D 10. — 96 p. — ISBN 978-3-95490-224-8
- 2017. — Lfg. D 11. — 96 p. — ISBN 978-3-95490-244-6
- 2021. — Lfg. D 12. — 96 p. — ISBN 9783752006353
- 2023. — Lfg. D 13. — 96 p. — ISBN 9783752007886

Lettera E
- 2011. — Lfg. E 1. — 96 p. — ISBN 978-3-89500-827-6
- 2013. — Lfg. E 2. — 96 p. — ISBN 978-3-89500-996-9
- 2014. — Lfg. E 3. — 96 p. — ISBN 978-3-95490-062-6
- 2016. — Lfg. E 4. — 96 p. — ISBN 978-3-95490-225-5
- 2018. — Lfg. E 5. — 96 p. — ISBN 978-3-95490-316-0
- 2019. — Lfg. E 6. — 96 p. — ISBN 978-3-95490-421-1
- 2021. — Lfg. E 7. — 96 p. — ISBN 9783752005769
- 2021. — Lfg. E 8. — 94 p. — ISBN 9783752006339
- 2021. — Vol. 21. E—excrescere. — 740 p. —
- 2022. — Lfg. E 9. — 96 p. — ISBN 9783752006605
- 2022. — Lfg. E 10. — 96 p. — ISBN 9783752006728
- 2022. — Lfg. E 11. — 96 p. — ISBN 9783752006964
- 2023. — Lfg. E 12. — 96 p. — ISBN 9783752007350

Settore GERMANISMI
- 2000. — Germanismi Vol. 1, Fasc. 1. — 96 p. — ISBN 3-89500-172-4
- 2002. — Germanismi Vol. 1, Fasc. 2. — 96 p. — ISBN 3-89500-173-2
- 2003. — Germanismi Vol. 1, Fasc. 3. — 96 p. — ISBN 3-89500-174-0
- 2007. — Germanismi Vol. 1, fasc. 4. — 96 p. — ISBN 978-3-89500-175-8
- 2009. — Germanismi Vol. 1, fasc. 5. — 96 p. — ISBN 978-3-89500-176-5
- 2010. — Germanismi Vol. 1, fasc. 6. — 96 p. — ISBN 978-3-89500-749-1
- 2011. — Germanismi Vol. 1, fasc. 7. — 96 p. — ISBN 978-3-89500-874-0
- 2015. — Germanismi Vol. 1, fasc. 8/9. — 164 p. — ISBN 978-3-95490-158-6
- 2016. — Germanismi Vol. 1. Abschied-putzn. — 840 p. — ISBN 978-3-95490-159-3

Settore ORIENTALIA
- 2023. — Orientalia Vol. 1, Fasc. 1. — 128 p. — ISBN 9783752007060
- 2023. — Orientalia Vol. 1, Fasc. 2. — 96 p. — ISBN 9783752007367
- 2023. — Orientalia Vol. 1, Fasc. 3. — 96 p. — ISBN 9783752007602
- 2023. — Orientalia Vol. 1, Fasc. 4. — 96 p. — ISBN 9783752007817
- 2023. — Orientalia Vol. 1, Fasc. 5. — 96 p. — ISBN 9783752007879
- 2023. — Orientalia Vol. 1, Fasc. 6. — 96 p. — ISBN 9783752007978
- 2024. — Orientalia Vol. 1, Fasc. 7. — 96 p. — ISBN 9783752008159
- 2024. — Orientalia Vol. 1, Fasc. 8. — 86 p. —
- 2024. — Orientalia Vol. 1. A-M — 840 p. —
- 2024. — Orientalia Vol. 2, Fasc. 9. — 96 p. —

Altre parti
- 2002. — Supplemento bibliografico. — VI, 395 p. — ISBN 3-89500-277-1
- 2012. — Supplemento bibliografico IV. — 448 p. — ISBN 978-3-89500-886-3
- 2023. — SuBiLEI: Supplemento bibliografico online (https://subilei.lei-digitale.it)
- 1992. — Etymologie Und Wortgeschichte Des Italienischen — Genesi e dimensioni di un vocabolario etimologico. — 252 p. — ISBN 3-88226-534-5
- 2012. — Le nuove frontiere del LEI. — 224 p. — ISBN 978-3-89500-885-6